# Copa de Túnez
La Copa del Presidente de Túnez (del francés: Coupe du président de la République), más conocida como la Copa de Túnez (en árabe: (كأس تونس لكرة القدم)‎, en francés: (Coupe de Tunisie de football)), es la copa nacional y torneo, por eliminatorias de fútbol de Túnez.
Fue creada en 1922 cuando el país aún estaba bajo dominio francés y es organizada anualmente por la Federación Tunecina de Fútbol. El Espérance Sportive de Tunis es el equipo que cuenta con más títulos de Copa.
El equipo campeón obtiene la clasificación a la Copa Confederación de la CAF.

## Palmarés

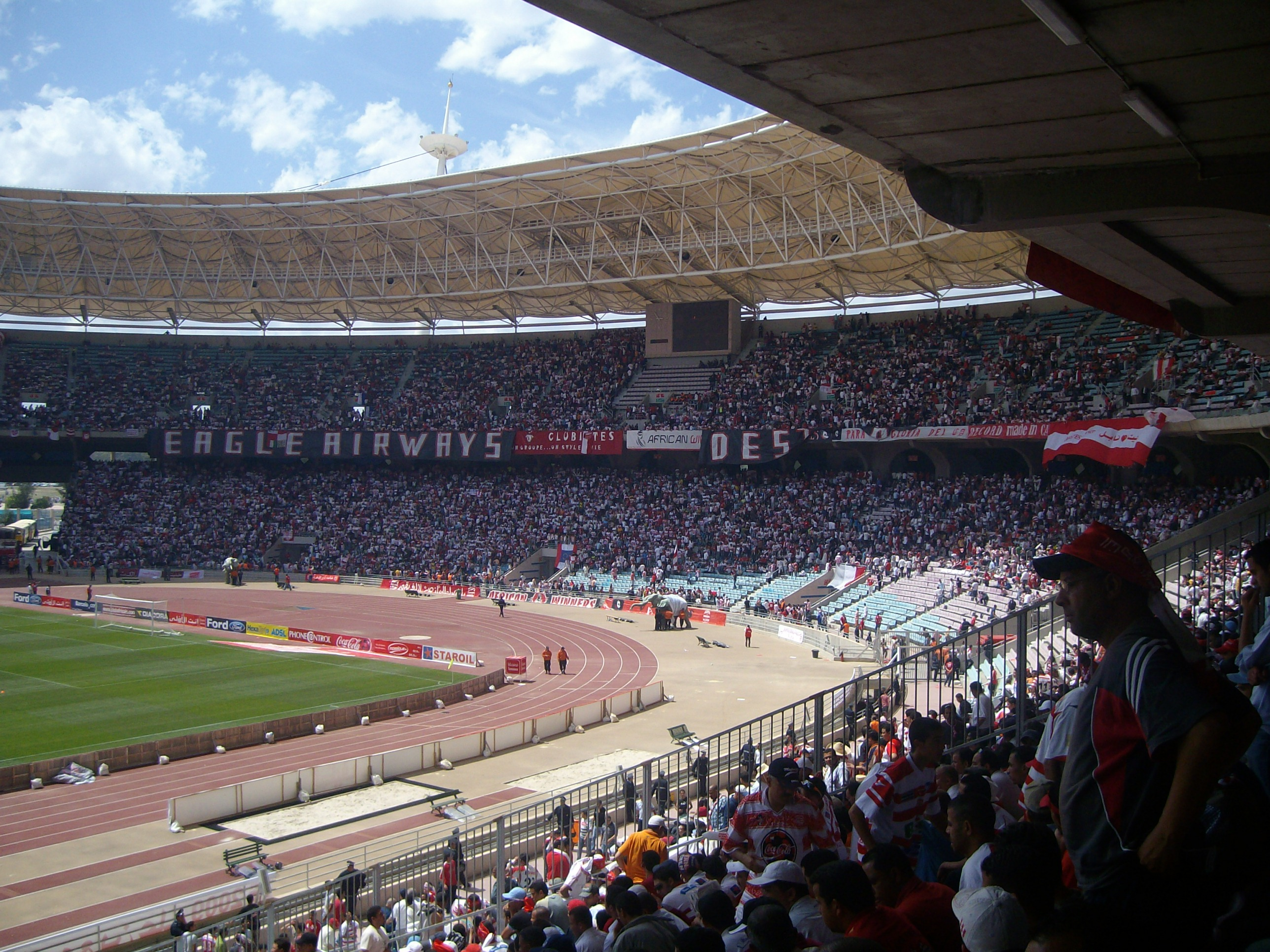
Stade Olympique de Radès lugar de disputa de la final de la Copa de Túnez desde la edición 2002-03.

### Campeones bajo el dominio francés
| Temporada | Campeón               | Resultado    | Finalista                            |
| --------- | --------------------- | ------------ | ------------------------------------ |
| 1922-23   | Avant Garde (Tunis)   | 1 - 0        | Racing Club (Tunis)                  |
| 1923-24   | Racing Club (Tunis)   | 2 - 1        | Sporting Club                        |
| 1924-25   | Stade Gaulois (Tunis) | 2 - 0        | Racing Club (Tunis)                  |
| 1925-26   | Sporting Club (Tunis) | 2 - 1        | FC Bizertin (Bizerte)                |
| 1926-27   | Stade Gaulois (Tunis) | 2 - 1        | Sporting Club                        |
| 1927-28   | No disputada          | No disputada | No disputada                         |
| 1928-29   | No disputada          | No disputada | No disputada                         |
| 1929-30   | US Tunisienne (Tunis) | 2 - 1        | Sporting Club                        |
| 1930-31   | US Tunisienne (Tunis) | round-robin  |                                      |
| 1931-32   | Racing Club (Tunis)   | 1 - 1, 5 - 0 | Sporting Club                        |
| 1932-33   | US Tunisienne (Tunis) | 2 - 1        | Stade Gaulois (Tunis)                |
| 1933-34   | US Tunisienne (Tunis) | 1 - 1, 2 - 1 | Vaillante Sporting Club (Ferryville) |
| 1934-35   | US Tunisienne (Tunis) | 3 - 0        | Sporting Club                        |
| 1935-36   | Italia (Tunis)        | 1 - 0        | Jeunesse Hammam-Lif                  |
| 1936-37   | Stade Gaulois (Tunis) | 1 - 0        | Espérance de Tunis                   |
| 1937-38   | Sporting Club (Tunis) | 0 - 0, 2 - 0 | Racing Club (Tunis)                  |
| 1938-39   | Espérance de Tunis    | 3 - 1        | Étoile du Sahel                      |
| 1939-40   | No disputada          | No disputada | No disputada                         |
| 1940-41   | No disputada          | No disputada | No disputada                         |
| 1941-42   | US Ferryville         | 4 - 1        | Union Sportive Béjaoise (Béja)       |
| 1942-43   | No disputada          | No disputada | No disputada                         |
| 1943-44   | No disputada          | No disputada | No disputada                         |
| 1944-45   | Olympique (Tunis)     | 0 - 0, 1 - 0 | Espérance de Tunis                   |
| 1945-46   | Patrie FC (Bizerte)   | 3 - 1        | Étoile du Sahel                      |
| 1946-47   | CS Hammam-Lif         | 2 - 1        | Espérance de Tunis                   |
| 1947-48   | CS Hammam-Lif         | 2 - 0        | Patrie FC (Bizerte)                  |
| 1948-49   | CS Hammam-Lif         | 1 - 0        | CA Bizertin                          |
| 1949-50   | CS Hammam-Lif         | 3 - 0        | Étoile du Sahel                      |
| 1950-51   | CS Hammam-Lif         | 2 - 0        | CA Bizertin                          |
| 1951-52   | No disputada          | No disputada | No disputada                         |
| 1952-53   | No disputada          | No disputada | No disputada                         |
| 1953-54   | CS Hammam-Lif         | 1 - 0        | Étoile du Sahel                      |
| 1954-55   | CS Hammam-Lif         | 2 - 1        | Sfax Railways Sports                 |

### Tras la Independencia de Túnez
| Temporada | Campeón                                           | Resultado                                         | Finalista                                         | Sede de la final                    |
| --------- | ------------------------------------------------- | ------------------------------------------------- | ------------------------------------------------- | ----------------------------------- |
| 1955-56   | Stade Tunisien                                    | 3 - 1                                             | Club Africain                                     | Stade Chedli Zouiten                |
| 1956-57   | Espérance de Tunis                                | 2 - 1                                             | Étoile du Sahel                                   | Stade Chedli Zouiten                |
| 1957-58   | Stade Tunisien                                    | 2 - 0                                             | Étoile du Sahel                                   | Stade Chedli Zouiten                |
| 1958-59   | Étoile du Sahel                                   | 2 - 2, 3 - 2                                      | Espérance de Tunis                                | Stade Chedli Zouiten                |
| 1959-60   | Stade Tunisien                                    | 2 - 0                                             | Étoile du Sahel                                   | Stade Chedli Zouiten                |
| 1960-61   | AS La Marsa                                       | 0 - 0, 3 - 0                                      | Stade Tunisien                                    | Stade Chedli Zouiten                |
| 1961-62   | Stade Tunisien                                    | 1 - 1, 1 - 0                                      | Stade Soussien                                    | Stade Chedli Zouiten                |
| 1962-63   | Étoile du Sahel                                   | 0 - 0, 2 - 1                                      | Club Africain                                     | Stade Chedli Zouiten                |
| 1963-64   | Espérance de Tunis                                | 1 - 0                                             | CS Hammam-Lif                                     | Stade Chedli Zouiten                |
| 1964-65   | Club Africain                                     | 0 - 0, 2 - 1                                      | AS La Marsa                                       | Stade Chedli Zouiten                |
| 1965-66   | Stade Tunisien                                    | 1 - 0                                             | AS La Marsa                                       | Stade Chedli Zouiten                |
| 1966-67   | Club Africain                                     | 2 - 0                                             | Étoile du Sahel                                   | Stade Chedli Zouiten                |
| 1967-68   | Club Africain                                     | 3 - 2                                             | Sfax Railways Sports                              | Estadio Olímpico El Menzah          |
| 1968-69   | Club Africain                                     | 2 - 0                                             | Espérance de Tunis                                | Estadio Olímpico El Menzah          |
| 1969-70   | Club Africain                                     | 0 - 0 (5-3 pen.)                                  | AS La Marsa                                       | Estadio Olímpico El Menzah          |
| 1970-71   | CS Sfaxien                                        | 1 - 0                                             | Espérance de Tunis                                | Estadio Olímpico El Menzah          |
| 1971-72   | Club Africain                                     | 1 - 0                                             | Stade Tunisien                                    | Estadio Olímpico El Menzah          |
| 1972-73   | Club Africain                                     | 1 - 0                                             | AS La Marsa                                       | Estadio Olímpico El Menzah          |
| 1973-74   | Étoile du Sahel                                   | 1 - 0                                             | Club Africain                                     | Estadio Olímpico El Menzah          |
| 1974-75   | Étoile du Sahel                                   | 1 - 1, 3 - 0                                      | El Makarem de Mahdia                              | Estadio Olímpico El Menzah          |
| 1975-76   | Club Africain                                     | 1 - 1, 3 - 1                                      | Espérance de Tunis                                | Estadio Olímpico El Menzah          |
| 1976-77   | AS La Marsa                                       | 3 - 0                                             | CS Sfaxien                                        | Estadio Olímpico El Menzah          |
| 1977-78   | No finalizó por la Copa Mundial de Fútbol de 1978 | No finalizó por la Copa Mundial de Fútbol de 1978 | No finalizó por la Copa Mundial de Fútbol de 1978 |                                     |
| 1978-79   | Espérance de Tunis                                | 0 - 0 (3-2 pen.)                                  | Sfax Railways Sports                              | Estadio Olímpico El Menzah          |
| 1979-80   | Espérance de Tunis                                | 2 - 0                                             | Club Africain                                     | Estadio Olímpico El Menzah          |
| 1980-81   | Étoile du Sahel                                   | 3 - 1                                             | Stade Tunisien                                    | Estadio Olímpico El Menzah          |
| 1981-82   | CA Bizertin                                       | 1 - 0                                             | Club Africain                                     | Estadio Olímpico El Menzah          |
| 1982-83   | Étoile du Sahel                                   | 3 - 1                                             | AS La Marsa                                       | Estadio Olímpico El Menzah          |
| 1983-84   | AS La Marsa                                       | 0 - 0 (5-4 pen.)                                  | CS Sfaxien                                        | Estadio Olímpico El Menzah          |
| 1984-85   | Hammam-Lif                                        | 0 - 0 (3-2 pen.)                                  | Club Africain                                     | Estadio Olímpico El Menzah          |
| 1985-86   | Espérance de Tunis                                | 0 - 0 (4-1 pen.)                                  | Club Africain                                     | Estadio Olímpico El Menzah          |
| 1986-87   | CA Bizertin                                       | 1 - 0                                             | AS La Marsa                                       | Estadio Olímpico El Menzah          |
| 1987-88   | Olympique Transports                              | 1 - 1 (5-4 pen.)                                  | Club Africain                                     | Estadio Olímpico El Menzah          |
| 1988-89   | Espérance de Tunis                                | 2 - 0                                             | Club Africain                                     | Estadio Olímpico El Menzah          |
| 1989-90   | AS La Marsa                                       | 3 - 2                                             | Stade Tunisien                                    | Estadio Olímpico El Menzah          |
| 1990-91   | Espérance de Tunis                                | 2 - 1                                             | Étoile du Sahel                                   | Estadio Olímpico El Menzah          |
| 1991-92   | Club Africain                                     | 2 - 1                                             | Stade Tunisien                                    | Estadio Olímpico El Menzah          |
| 1992-93   | Olympique de Béja                                 | 0 - 0 (3-1 pen.)                                  | AS La Marsa                                       | Estadio Olímpico El Menzah          |
| 1993-94   | AS La Marsa                                       | 1 - 0                                             | Étoile du Sahel                                   | Estadio Olímpico El Menzah          |
| 1994-95   | CS Sfaxien                                        | 2 - 1                                             | Olympique de Béja                                 | Estadio Olímpico El Menzah          |
| 1995-96   | Étoile du Sahel                                   | 2 - 1                                             | JS Kairouan                                       | Estadio Olímpico El Menzah          |
| 1996-97   | Espérance de Tunis                                | 1 - 0                                             | CS Sfaxien                                        | Estadio Olímpico El Menzah          |
| 1997-98   | Club Africain                                     | 1 - 1 (4-3 pen.)                                  | Olympique de Béja                                 | Estadio Olímpico El Menzah          |
| 1998-99   | Espérance de Tunis                                | 2 - 1                                             | Club Africain                                     | Estadio Olímpico El Menzah          |
| 1999-00   | Club Africain                                     | 0 - 0 (4-2 pen.)                                  | CS Sfaxien                                        | Estadio Olímpico El Menzah          |
| 2000-01   | CS Hammam-Lif                                     | 1 - 0                                             | Étoile du Sahel                                   | Estadio Olímpico El Menzah          |
| 2001-02   | No finalizó por la Copa Mundial de Fútbol de 2002 | No finalizó por la Copa Mundial de Fútbol de 2002 | No finalizó por la Copa Mundial de Fútbol de 2002 |                                     |
| 2002-03   | Stade Tunisien                                    | 1 - 0                                             | Club Africain                                     | Estadio Olímpico de Radès           |
| 2003-04   | CS Sfaxien                                        | 2 - 0                                             | Espérance de Tunis                                | Estadio Olímpico de Radès           |
| 2004-05   | Espérance de Zarzis                               | 2 - 0                                             | Espérance de Tunis                                | Estadio Olímpico de Radès           |
| 2005-06   | Espérance de Tunis                                | 2 - 2 (5-4 pen.)                                  | Club Africain                                     | Estadio Olímpico de Radès           |
| 2006-07   | Espérance de Tunis                                | 2 - 1                                             | CA Bizertin                                       | Estadio Olímpico de Radès           |
| 2007-08   | Espérance de Tunis                                | 2 - 1                                             | Étoile du Sahel                                   | Estadio Olímpico de Radès           |
| 2008-09   | CS Sfaxien                                        | 1 - 0                                             | US Monastir                                       | Estadio Olímpico de Radès           |
| 2009-10   | Olympique de Béja                                 | 1 - 0                                             | CS Sfaxien                                        | Estadio Olímpico de Radès           |
| 2010-11   | Espérance de Tunis                                | 1 - 0                                             | Étoile du Sahel                                   | Estadio Olímpico de Radès           |
| 2011-12   | Étoile du Sahel                                   | 1 - 0                                             | CS Sfaxien                                        | Estadio Olímpico de Radès           |
| 2012-13   | CA Bizertin                                       | 2 - 1                                             | AS La Marsa                                       | Stade Chedli Zouiten                |
| 2013-14   | Étoile du Sahel                                   | 1 - 0                                             | CS Sfaxien                                        | Estadio Olímpico de Radès           |
| 2014-15   | Étoile du Sahel                                   | 4 - 3                                             | Stade Gabésien                                    | Estadio Olímpico de Radès           |
| 2015-16   | Espérance de Tunis                                | 2 - 0                                             | Club Africain                                     | Estadio Olímpico de Radès           |
| 2016-17   | Club Africain                                     | 1 - 0                                             | US Ben Guerdane                                   | Estadio Olímpico de Radès           |
| 2017-18   | Club Africain                                     | 4 - 1                                             | Étoile du Sahel                                   | Estadio Olímpico de Radès           |
| 2018-19   | CS Sfaxien                                        | 0 - 0 (5-4 pen.)                                  | Étoile du Sahel                                   | Estadio Olímpico de Radès           |
| 2019-20   | US Monastir                                       | 2 - 0                                             | Espérance de Tunis                                | Stade Mustapha Ben Jannet, Monastir |
| 2020-21   | CS Sfaxien                                        | 0 - 0 (5-4 pen.)                                  | Club Africain                                     | Stade Municipal de Midoun, Djerba   |
| 2021-22   | CS Sfaxien                                        | 2 - 0                                             | AS La Marsa                                       | Estadio Olímpico de Radès           |
| 2022-23   | Olympique de Béjà                                 | 1 - 0                                             | Espérance de Tunis                                | Estadio Olímpico de Radès           |
| 2023-24   | Stade Tunisien                                    | 2 - 0                                             | CA Bizertin                                       | Estadio Olímpico de Radès           |
| 2024-25   | Espérance de Tunis                                | 1 - 0                                             | Stade Tunisien                                    | Estadio Olímpico de Radès           |

## Títulos por club (desde 1923)
| Club                      | Ciudad     | Campeón | Años campeón                                                                                   |
| ------------------------- | ---------- | ------- | ---------------------------------------------------------------------------------------------- |
| Espérance de Tunis        | Túnez      | 16      | 1939, 1957, 1964, 1979, 1980, 1986, 1989, 1991, 1997, 1999, 2006, 2007, 2008, 2011, 2016, 2025 |
| Club Africain             | Túnez      | 13      | 1965, 1967, 1968, 1969, 1970, 1972, 1973, 1976, 1992, 1998, 2000, 2017, 2018                   |
| Étoile du Sahel           | Sousse     | 10      | 1959, 1963, 1974, 1975, 1981, 1983, 1996, 2012, 2014, 2015                                     |
| CS Hammam-Lif             | Hammam-Lif | 9       | 1947, 1948, 1949, 1950, 1951, 1954, 1955, 1985, 2001                                           |
| CS Sfaxien                | Sfax       | 7       | 1971, 1995, 2004, 2009, 2019, 2021, 2022                                                       |
| Stade Tunisien            | Túnez      | 7       | 1956, 1958, 1960, 1962, 1966, 2003, 2024                                                       |
| AS La Marsa               | La Marsa   | 5       | 1961, 1977, 1984, 1990, 1994                                                                   |
| US Tunisienne †           | Túnez      | 5       | 1930, 1931, 1933, 1934, 1935                                                                   |
| CA Bizertin               | Bizerte    | 3       | 1982, 1987, 2013                                                                               |
| Olympique de Béja         | Béja       | 3       | 1993, 2010, 2023                                                                               |
| Stade Gaulois de Tunis †  | Túnez      | 3       | 1925, 1927, 1937                                                                               |
| Racing Club de Tunis †    | Túnez      | 2       | 1924, 1932                                                                                     |
| Sporting Club de Tunis †  | Túnez      | 2       | 1926, 1938                                                                                     |
| Avant Garde de Tunis †    | Túnez      | 1       | 1923                                                                                           |
| Italia de Tunis †         | Túnez      | 1       | 1936                                                                                           |
| US Ferryville †           | Ferryville | 1       | 1942                                                                                           |
| Olympique de Tunis †      | Túnez      | 1       | 1944                                                                                           |
| Patrie FC Bizertin †      | Bizerte    | 1       | 1946                                                                                           |
| Club Olympique Transports | Túnez      | 1       | 1988                                                                                           |
| Espérance de Zarzis       | Zarzis     | 1       | 2005                                                                                           |
| US Monastir               | Monastir   | 1       | 2020                                                                                           |

- † Equipo desaparecido.